# Ilarvirus
Genre
Ilarvirus est un genre de virus de la famille des Bromoviridae à répartition cosmopolite, qui comprend une vingtaine d'espèces officiellement décrites dont le virus de la bigarrure du tabac (TSV, Tobacco streak virus),  qui est l'espèce-type. Ce sont des virus à ARN linéaire, à simple brin et à polarité positive (ssRNA), classés dans le groupe IV de la classification Baltimore. Ce sont des phytovirus qui infectent une vaste gamme de plantes-hôtes, notamment de plantes ligneuses, appartenant à au moins neuf familles de dicotylédones.

## Étymologie
Le nom générique, « Ilarvirus », est la contraction de l'expression « isometric labile ringspot virus », qui fait référence à la forme des particules (isométrique), à leur fragilité (labile) et au principal type de symptômes (taches annulaires).
Le terme Ilarvirus a été employé pour la première fois en 1968 par  Robert W. Fulton pour décrire des virus tels que le PNRSV (Prunus necrotic ringspot virus) et le PDV (Prune dwarf virus).

## Caractéristiques
Le virion est une particule non-enveloppée de 30 nm de diamètre, quasi sphérique, à symétrie icosaédrique de type T=3 , dont la capside est composée de 180 protéines, 12 pentamères et 20 hexamères. Dans certains cas, les virions sont des particules bacilliformes de quatre classes de tailles différentes. Ces particules bacilliformes se rencontrent chez les plantes infectées par les virus suivants : Prune dwarf virus (PDV), Tulare apple mosaic virus (TAMV), Prunus necrotic ringspot virus (PNRSV), Apple mosaic virus (ApMV) et Spinach latent virus (SpLV).

Le génome, segmenté, tripartite, est composé d'ARN linéaire à simple brin, à polarité positive (ssRNA), formé de 3 ARN génomiques (ARN1, ARN2 et ARN3) de, respectivement, 2,9, 2,8 et 2,2 kb, plus un ARN subgénomique (ARN4)  de 0,8 kb. Chacun des segments génomique a une structure 3' en pseudo-ARNt et une extrémité 5’.

## Liste d'espèces
Selon Catalogue of Life (29 février 2020) :
- Ageratum latent virus
- American plum line pattern virus
- Apple mosaic virus
- Asparagus virus 2
- Blackberry chlorotic ringspot virus
- Blueberry shock virus
- Citrus leaf rugose virus
- Citrus variegation virus
- Elm mottle virus
- Fragaria chiloensis latent virus
- Humulus japonicus latent virus
- Lilac leaf chlorosis virus
- Lilac ring mottle virus
- Parietaria mottle virus
- Privet ringspot virus
- Prune dwarf virus
- Prunus necrotic ringspot virus
- Spinach latent virus
- Strawberry necrotic shock virus
- Tobacco streak virus
- Tomato necrotic streak virus
- Tulare apple mosaic virus